# Carlos Juárez
Carlos Arturo Juárez (La Banda, 8 de febrero de 1917, – Santiago del Estero, 2 de julio de 2010) fue un político argentino, perteneciente al Partido Justicialista. Gobernó directa o indirectamente su provincia natal durante más de veinte años, lo que le valió la consideración de caudillo. Un escándalo suscitado en 2004 motivó la intervención federal, resuelta por el Congreso de la Nación, de la provincia y numerosas acusaciones civiles y penales, desde la corrupción hasta la violación de los derechos humanos, y abuso sexual por los cuales fue detenido a comienzos de 2008, aunque nunca fue condenado por ninguno de ellos.
Juárez fue elegido gobernador por primera vez en 1949, durante la presidencia de Juan Domingo Perón; gobernó hasta 1952, y se mantuvo en estrecho contacto con los gobernantes hasta 1973, cuando volvió a ocupar el puesto hasta el derrocamiento del gobierno federal el 24 de marzo de 1976 y el inicio del Proceso de Reorganización Nacional. Tras el fin de este, fue reelecto, ocupando nuevamente la gobernación de la provincia entre 1983 y 1987, 1995 y 1998, y 1999 y 2001.

## Trayectoria
Nació en La Banda en 1917, siendo el menor de cuatro hijos del matrimonio formado por el docente Nicolás Juárez y su esposa Elvira López, una familia de clase media católica. Se casó en la década de 1940 con María Luz Marqués Medrano, con quien tuvo tres hijos, de quien se separaría ante la relación con Mercedes Aragonés, que lo acompañaría en toda su carrera política.
Cursó sus estudios en el Colegio Nacional Absalón Rojas, de Santiago del Estero, en donde fue celador —cargo que la institución otorgaba a los alumnos destacados— y trabajó como inspector de espectáculos públicos. Su carrera administrativa se inició en 1945, como secretario del Juzgado de Primera Nominación en lo Criminal, desde el 4 de agosto hasta el 6 de junio de 1946, cuando es designado Contador General de la provincia, desempeñándose como tal hasta el 2 de noviembre de 1946, cuando asume como Secretario de Estado de Gobierno, Justicia, Trabajo y Educación hasta el 3 de octubre de 1947.
En 1949 fue elegido convencional constituyente para la reforma de la Constitución Nacional, siendo esta su primera elección, y tiempo después fue elegido gobernador democráticamente. En su discurso de asunción declaró que era el «comienzo de una era de trabajo, concordia y de justicia» y que desempeñaría la función pública «en plenitud, sin retaceos, ni reservas».
Fue elegido Senador Nacional por Santiago del Estero y se desempeñó como presidente de la Comisión de Asuntos Constitucionales del Senado. En las elecciones de 1962, fue elegido como Diputado Nacional.
En 1965, Juárez fue nuevamente electo diputado y en esta oportunidad fue designado como presidente de la comisión de Legislación Nacional.
Fue senador nacional desde diciembre de 1987 hasta julio de 1995, cuando asume su cuarta gobernación, tras una Intervención Federal tras el Santiagueñazo. Al asumir entonces prometió «recomponer la economía desviada» y convocó al pueblo para la «reconstrucción espiritual despejando la inmoralidad entronizada y enquistada en las áreas de la administración, aún en los más bajos niveles».
En diciembre de 2002, su esposa Aragonés asumió como gobernadora, que se había desempeñado como Ministra de la Mujer en su gobierno. Juárez recibió la cartera de Justicia en este último período.

## Gobernaciones

### Primer mandato

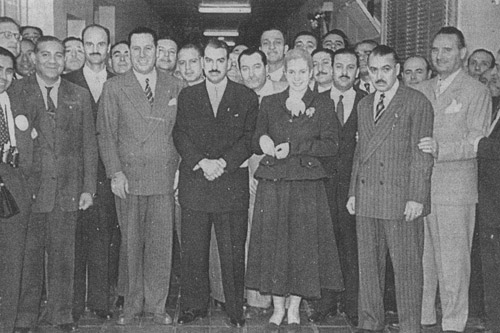
Juárez, junto a Perón y Eva Duarte, hacia 1949.

Asumió el 21 de mayo de 1949, habiendo sido electo en abril. Las obras públicas fueron llevadas a cabo, en el marco del Plan Quinquenal que había comenzado por el presidente Juan Domingo Perón. Se construyó la terminal de ómnibus, los mataderos de La Banda y de otras ciudades del interior provincial, el edificio de la Caja de Jubilaciones, de la Asistencia Pública (en la actualidad, Hospital de niños) y el Palacio de Tribunales federales, así como escuelas, caminos, obras de tendido eléctrico y estaciones mecanizadas en el interior, entre otras. Se sancionaron leyes, como la de fomento industrial, de creación de los códigos Bromatológicos, de Aguas y Faltas, de la carrera hospitalaria, de la Dirección de Catastro y de Protección Forestal. Durante esta gestión se utilizó el lema «Agua y Caminos». Fueron importantes las obras públicas llevadas a cabo, en el marco del Plan Quinquenal, los mataderos de La Banda y de otras ciudades del interior provincial, el edificio de la Caja de Jubilaciones, de la Asistencia Pública (hoy Hospital de niños) y el Palacio de Tribunales federales , así como escuelas, caminos, obras de tendido eléctrico y estaciones mecanizadas en el interior, entre otras.
Se sancionaron leyes, como la de fomento industrial, de creación de los códigos Bromatológicos, de Aguas y Faltas, de la carrera hospitalaria, de la Dirección de Catastro y de Protección Forestal.
Su mandato finalizó el 4 de junio de 1952, siendo electo Senador. Hacía trece años que un gobernador, desde Juan Castro, no finalizaba su mandato concluyendo su término.

### Segundo mandato
Asumió el 7 de octubre de 1973, tras triunfar frente al candidato apoyado por Héctor Cámpora y Perón. Se construyó el Penal de Mujeres, instalaciones deportivas en el parque Aguirre, el hipódromo 12 de octubre, el Club Náutico y embarcadero de las Termas de Río Hondo y la autopista Santiago del Estero-La Banda. 
Se creó la Universidad Nacional de Santiago del Estero y escuelas en toda la provincia. Fue depuesto por el golpe militar del 24 de marzo de 1976, por lo debió exiliarse primeramente en México y finalmente España, su segunda esposa Mercedes Marina Nina Aragonés de Juárez quedó detenida en la provincia.

### Tercer mandato

Bandera de Santiago del Estero, creada en su tercer mandato.

Tras el retorno de la democracia, asume un nuevo mandato electo el 10 de diciembre de 1983.
En este período, Santiago del Estero fue la provincia que tuvo el menor índice de inflación del país, y logró ser la única provincia en operar sin déficit. Se construyeron cinco mil, mil, y trescientas viviendas, como parte de los planes de Ayuda Mutua, del FONAVI y PROVIRU respectivamente. Se construyeron hospitales de tránsito en el interior de la provincia y se creó la red de radiocomunicación sanitaria. Se impulsaron diversas leyes, entre las más destacadas: la de la jubilación para las amas de casa, de protección al menor, de ayuda a madres solteras de escasos recursos y de seguro escolar gratuito. Además se sancionó la ley provincial n.º 5535, la cual crea la Bandera Oficial de la Provincia de Santiago del Estero y mediante el decreto N.º 0757 Serie A, del 17 de abril de 1986, Juárez la adopta como bandera oficial, reglamentando su uso.
Su mandato finalizó el 10 de diciembre de 1987, siendo reemplazado por César Iturre, un delfín de Juárez, que pasó a ser un opositor luego de asumir.

### Cuarto mandato
Su cuarto mandato comenzó en julio de 1995, luego de finalizada la Intervención Federal a cargo de Juan Schiaretti. La intervención se dio en diciembre de 1993, raíz del episodio conocido como Santiagueñazo, donde su casa, junto con la de otros políticos santiagueños y edificios públicos, fue quemada y saqueada.
En esta etapa, la producción algodonera alcanzó récords históricos. Se creó la Dirección de Medio Ambiente. En materia educativa, aplicó la Ley Federal de Educación, y conjuntamente se inauguraron escuelas primarias y secundarias, además de entregarse subsidios para la refacción de edificios escolares. En cuanto a salud, se trasladó y remodeló el Hospital Psiquiátrico Diego Alcorta, incorporándose nuevos servicios en los hospitales públicos y se emprendieron campañas para erradicar el mal de Chagas, entre otras obras. Su mandato terminó en diciembre de 1999.

### Quinto mandato
Su quinto mandato comenzó el 10 de diciembre de 1999. En su primer discurso de este nuevo mandato remarcó: «No podemos quedar detenidos en el pasado. El camino de la industrialización de los productos primarios es el medio para salir de la postración».
Renunció para asumir su banca como senador nacional el 15 de diciembre de 2001, a la que renunció a los pocos días de asumir argumentando prescripciones médicas. En su lugar asumió Carlos Díaz, diputado provincial que más tarde sería electo para el cargo junto a su esposa, Mercedes Aragonés. Díaz fue presionado para renunciar por los simpatizantes de Juárez en la Legislatura, quienes buscaban iniciarle un juicio político. Si bien Aragonés debía asumir, no lo hizo ya que contaba con un certificado médico con el que se excusó incluso tiempo atrás de asumir como vicegobernadora; Darío A. Moreno asumió temporalmente, hasta que en diciembre de 2003 asume finalmente Aragonés.

## Violaciones a los derechos humanos
Se denunciaron masivas violaciones a los Derechos humanos en la provincia (que incluyen numerosos detenciones-desapariciones.
En febrero del 2003 se produjeron los asesinatos de dos jóvenes, Leyla Nazar y Patricia Villalba, denominado "Doble Crimen de la Dársena", que dieron lugar a una investigación en la que se sugirió que personas estrechamente vinculadas al entorno político provincial habían estado implicadas en su asesinato y otros actos de violencia. En 2012, la Corte Suprema de Justicia de la Nación confirmó las condenas a prisión perpetua contra el exjefe de inteligencia de la Policía santiagueña, Antonio Musa Azar, y otros tres ex efectivos por el denominado "doble crimen de La Dársena". El máximo tribunal ratificó esta pena contra los policías Jorge Pablo Gómez, Héctor Bautista Albarracín y Francisco Daniel Mattar, y otra de 22 años de reclusión para el carnicero José Patricio Lludgar, donde se los halló responsables de "homicidio doblemente calificado con ensañamiento y alevosía" en el caso del crimen de Villalba El escándalo desatado condujo a la Intervención Federal de la provincia a cargo de Pablo Lanusse dispuesto por Néstor Kirchner en 2004, con aprobación del Congreso Nacional.
Las investigaciones subsiguientes a cargo del fiscal Alberto Pravia, demostraron que la policía y las direcciones de inteligencia locales, por órdenes de Juárez, mantenía archivos secretos acerca de más de 40.000 figuras políticas de acusa de haber provocado la muerte en un accidente del obispo Gerardo Sueldo, y de la muerte en Paraguay del exgobernador César Iturre, quien a pesar de ser un simpatizante de Juárez, al poco tiempo pasó a ser opositor.